# Thomas Jensen (fløjtenist)
 For alternative betydninger, se Thomas Jensen. (Se også artikler, som begynder med Thomas Jensen)
Thomas Jensen (født 1949) er en dansk fløjtenist og dirigent ansat som solofløjtenist i Sønderjyllands Symfoniorkester og docent ved Det Jyske Musikkonservatorium.

## Biografi
Tivoligarden var stedet, hvor Thomas Jensen første gang som 8-årig blev introduceret til musikken. Ved valget af instrument foretrak han trompeten, men da dette instrument var overbooket, blev afgørelsen tværfløjten – som var af sølv og havde mange klapper. I Tivoli mødte Thomas Jensen Toke Lund Christiansen (nu docent ved DKDM og solofløjtenist i DR Radiosymfoniorkestret), med hvem han spillede meget sammen i sine unge dage.
Efter endt tjeneste i Tivoligarden fortsatte han sine studier hos Eyvind Rafn i perioden 1965-1968. I 1969 blev han ansat i Sønderjyllands Symfoniorkester, hvor han stadig er solofløjtenist. Han brød dog en tid med orkestret for at fortsætte sine studier, hvilket han gjorde hos Jean Pierre Rampal i Frankrig.
Thomas Jensen har fået flere topplaceringer i internationale fløjtekonkurrencer. Han har optrådt som solist i flere europæiske lande samt USA og har også været gæstedirigent i flere lande.
I 1996 blev han ansat ved Det Jyske Musikkonservatorium i Århus som docent. Siden da er han bl.a. blevet anerkendt for at indspille den danske romantiske komponist Joachim Andersens samlede værker for fløjte med blandt andre pianisten Frode Stengaard, som er udgivet på Danacord i 7 album.